# Famille Holzhalb
La famille Holzhalb est une famille suisse, originaire de Zurich.

## Histoire
La famille Holzhalb acquiert la bourgeoisie de Zurich avant 1350. Sa filiaiton est connue à partir d'Ulrich, boucher († 1489, et prévôt de la corporation du Bélier (1464-1465). La famille se subdivise en trois lignées principales
Beat est bailli de Kybourg en 1681. David occupe le même poste en 1699. Il est vice-bourgmestre de Zurich en 1708, puis bourgmestre dès 1710. Conrad est bailli de Grüningen.
Hans Heinrich est membre du Grand Conseil, bailli de Küsnacht en 1595, vice-bourgmestre et banneret en 1602, premier prévôt, chambellan et bailli du Freiamt en 1604 et directeur des couvents en 1608.
Heinrich est bailli de Grüningen de 1579 à 1585 et bailli de Kybourg de 1590 à 1595.

## Filiation
- Ulrich
  - Ulrich
  - Johannes
    - Leonhard
      - Jakob
        - Hans
          - Heinrich
          - Kaspar

        - Heinrich
          - Hans Heinrich

        - Leonhard

      - Hans
        - Hans[1]

- Hans Heinrich, ép. d'Anna Ziegler
  - Beat (1638-1709), ép. d'Elisabeth Wolff

- Johann Heinrich, ép. de Katharina Werdmüller
  - Beat (1693-1757)

- David
  - David (1652-1719), ép. d'Anna Magdalena Spöndli, puis d'Anna Magdalena Römer

- Hans Rudolf
  - Adolf Rudolf (1835-1885)

- Heinrich
  - Heinrich (1538-1595)
  - Leonhard (1553-1617)
    - Conrad, ép. d'Ursula Müller
      - Hans (1601-1664), ép. d'Anna Leemann

## Armoiries
Les armes de la famille se blasonnent ainsi : coupé de gueules à un sauvage issant d'or portant une massue, et d'or à 3 et 2 demi-losanges de gueules.